# Celles (Hérault)
Celles é uma comuna francesa na região administrativa de Occitânia, no departamento de Hérault. Estende-se por uma área de 7,56 km². Em 2010 a comuna tinha 31 habitantes (densidade: 4,1 hab./km²).